# Messerschmitt Zerstörer Project II
Het Messerschmitt Zerstörer Project II is een project voor een jachtvliegtuig ontwikkeld door de Duitse vliegtuigontwerper Messerschmitt.

## Ontwikkeling
Dit project zou nooit bekend zijn geworden als er na het einde van de Tweede Wereldoorlog geen tekening in een Franse tijdschrift was verschenen. Later dook er nog een tekening op waaruit bleek dat het waarschijnlijk om twee uitvoeringen ging voor dit project. Het verschil zat in de staartsectie en de motorinstallatie. Er waren twee Heinkel-Hirth He S 011 straalmotoren gepland. De luchtinlaten bevonden zich aan de zijkanten van de romp, onder de vleugels. De vleugels waren hoog tegen de rompzijkant geplaatst en waren van een pijlstand voorzien. De hoogteroeren waren hoog op de staartsectie geplaatst. De gehele staartsectie was van een pijlstand voorzien. Er was een neuswiel landingsgestel aangebracht. Het neuswiel werd achterwaarts in de rompneus opgetrokken, het hoofdlandingsgestel in de rompzijkant. Het was mogelijk om de brandstofcapaciteit te vergroten met twee droptanks van 300 lt. Deze zouden aan de vleugeltippen worden aangebracht. De bewapening zou bestaan uit twee 30 mm MK108 kanonnen.
Vooroorlogse ontwerpen:
S 7 ·
S 8 ·
S 9 ·
S 10 ·
S 13 ·
S 14 ·
S 15 ·
S 16 ·
M 17 ·
M 18 ·
M 19 ·
M 20 ·
M 21 ·
M 22 ·
M 23 ·
M 24 ·
M 25 ·
M 26 ·
M 27 ·
M 28 ·
M 29 ·
M 30 ·
M 31 ·
M 33 ·
M 35 ·
M 36 · 
M 37
Ontwerpen 1933-1945:
Bf 108 · 
Bf 109 ·
Bf 109TL ·
Bf 109Z ·
Bf 110 ·
Bf 161 ·
Bf 162 ·
Me 163 · 
Me 209 ·
Me 210 ·
Me 261 ·
Me 262 · 
Me 263 ·
Me 264 · 
Me 265 · 
Me 290 · 
Me 309 ·
Me 309Z ·
Me 321 · 
Me 323 · 
Me 328 · 
Me 334 ·
Me 410 · 
Me 509 · 
Projecten tot 1945:
P.1051 ·
P.1062 ·
P.1065 ·
P.1070 ·
P.1073 ·
P.1092 ·
P.1095 ·
P.1099 ·
P.1100 ·
P.1101 ·
P.1102 ·
P.1103 ·
P.1104 ·
P.1106 ·
P.1107 ·
P.1108 ·
P.1109 ·
P.1110 ·
P.1111 ·
P.1112
Libelle ·
Schwalbe ·
Wespe ·
P.08.01 ·
Zerstörer Project II
Overig:
C-44